# Francisco A. Higuera
Gral. 'Francisco A. Higuera Jiménez fue un militar mexicano que participó en la Revolución mexicana. Nació en Ciudad Victoria, Tamaulipas, el 8 de septiembre de 1891. El 11 de mayo de 1913 se adhirió a la lucha contra el general Victoriano Huerta en el 1.er. Regimiento de la 21a. División del general Jesús Agustín Castro. Obtuvo el grado de general brigadier el 16 de enero de 1939 y en 1940 fue presidente de la Comisión Pro-Veteranos de la Revolución, dependiente de la Secretaría de la Defensa Nacional.Dirigió el fusilamiento del General Felipe Angeles